# José Roberto Reynoso Fernandez Filho
José Roberto Reynoso Fernandez Filho (* 14. Februar 1980 in São Paulo) ist ein brasilianischer Springreiter.
2012 startete er in London bei seinen ersten Olympischen Spielen.

## Pferde (Auszug)
- Maestro St. Lois (* 2000), brauner Selle-Français-Wallach, Besitzer: José Roberto Reynoso

## Erfolge

### Championate und Weltcup
- Olympische Spiele
  - 2012, London: mit Maestro St. Lois 8. Platz mit der Mannschaft und 45. Platz im Einzel